# Дютель, Юлий Осипович
Ю́лий О́сипович Дю́тель (Юлий Фредерик Иоганн, нем. Julius Friedrich Johann Dutel; 1824, Санкт-Петербург — 1908, Варшава) — архитектор, академик архитектуры Императорской Академии художеств.

## Биография
Родился в немецкой купеческой семье в 1824 году в Санкт-Петербурге. Вольнослушатель Императорской Академии художеств (с 1846). Получил медали Академии художеств: малую серебряную (1847) и большую серебряную медаль (1848). Получил от Академии художеств звание художника с правом на чин XIV класса (1850).
Продолжил своё образование в Европе, 5 лет работая в Испании над созданием художественных копий дворцов Альгамбры. Вернувшись в Санкт-Петербург, работал при железной дороге Санкт-Петербург — Варшава. Был признан «назначенным в академики» (1855). Избран в академики (1857) за «проект кладбища для воинов, павших под Севастополем».
С 1881 по 1905 годы Дютель работал на Урале. Сначала в Ирбите, с августа 1886 по 1889 годы — городским архитектором Тюмени, затем в Екатеринбурге. В 1890 году занял должность городского архитектора, став единственным в дореволюционной истории Екатеринбурга академиком архитектуры на этом посту.

## Известные работы

### Санкт-Петербург
Известными проектами архитектора Ю. О. Дютеля в Санкт-Петербурге являются:
- Здание Французской реформатской церкви св. Павла (1858), Б. Конюшенная ул., 25 (перестройка)[4]
- Доходный дом (1858), Английская наб., 58 — Галерная ул., 59 (перестройка)[5][6]
- Доходный дом Я. Ф. Дюваля (1861), Вознесенский пр., 7 — пер. Пирогова, 1[7]
- Доходный дом (1862—1863), Загородный пр., 40[8]
- Доходный дом Бузовых (1871, 1874), Звенигородская ул., 18 — ул. Марата, 84 (перестройка — включены существовавшие здания)[9]
- Доходный дом (1872), ул. Александра Блока, 8 (перестройка)
- Доходный дом (1874), Боровая ул., 28 — ул. Константина Заслонова, 19, угловая часть (надстройка и расширение)[10]
- Доходный дом А. М. Тупикова (1874), Невский пр., 78 — Литейный пр., 64 (надстройка)[11]
- Доходный дом (1875), ул. Марата, 77[12]
- Доходный дом (1875), ул. Некрасова, 1 (левая часть — надстройка)[13]
- Особняк Л. Н. Корнеевой (1876), Б. Морская ул., 53 — Почтамтский пер., 8 (частичная перестройка — включён существовавший дом)[14]
- Доходный дом Тупиковых (1876), Литейный пр., 8 — ул. Чайковского, 21 (перестройка и изменение фасада)[15]
- Доходный дом А. М. Тупикова (дом с драконами)[16][неавторитетный источник] (1876—1877), Литейный пр., 21 — ул. Пестеля, 14 (перестройка)[17]
- Варшавская гостиница (1877—1880), наб. Обводного канала, 163—165, правая часть — Измайловский пр., 31 (перестройка в гостиницу)[18]
- Доходный дом (1878), ул. Бронницкая, 5[19]

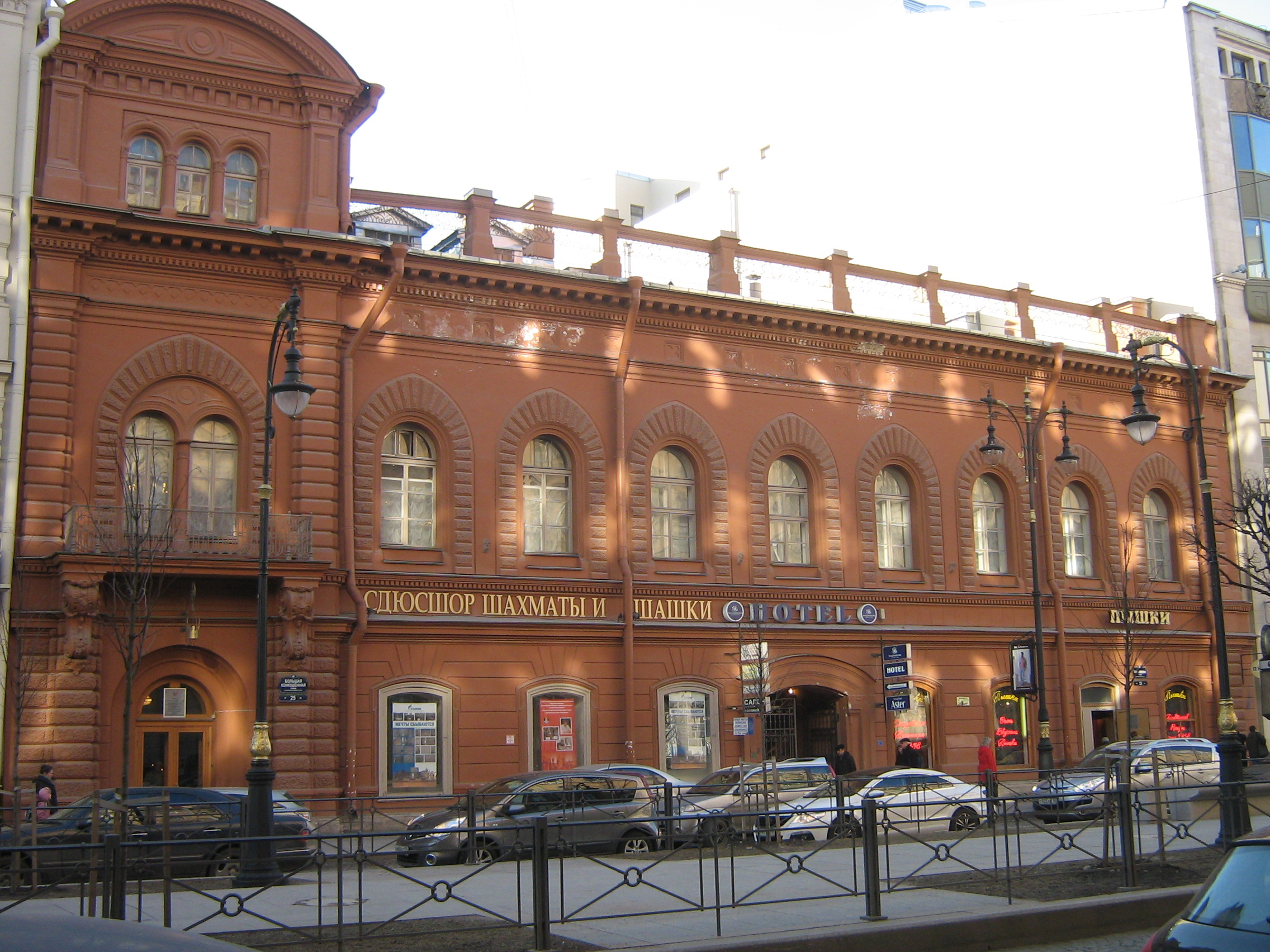
Здание Французской реформатской церкви св. Павла
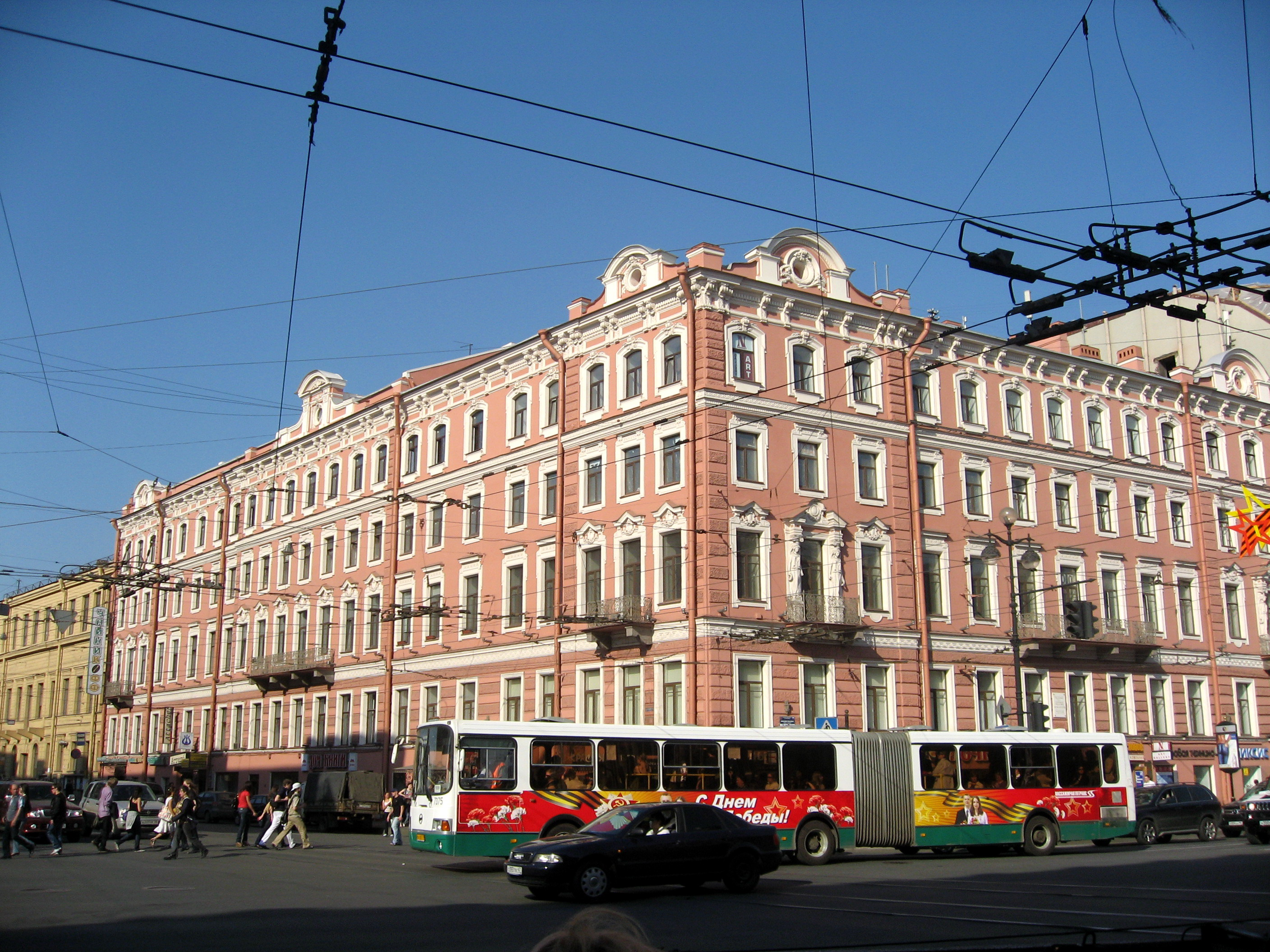
Доходный дом А. М. Тупикова

### Екатеринбург
- Здания пансиона и церкви Святой Магдалины при первой женской гимназии (1893), ул. Карла Либкнехта, 9 — ул. Толмачёва, 8.
- Здания пансиона и церкви Алексеевского реального училища (1897—1901), пр. Ленина, 13.
- Концертный зал И. З. Маклецкого (1900), ул. Первомайская, 22.
- Жилой дом С. Е. Тупикова (1890), ул. 8 марта, 8 — пр. Ленина, 31.
- Жилой дом Э. Ф. Филитц (1896), ул. Мамина-Сибиряка, 187
- Дом купца Н. Г. Бабикова (1899), ул. Розы Люксембург, 1.
- Усадьба ротмистра Переяславцева (1894, совместно с архитектором С. С. Козловым), ул. Карла Либкнехта, 3.
- Дом купцов Агафуровых (1896), ул. Сакко и Ванцетти, 28.
- Дачи И. И. Симанова на берегу пруда (1893) и ряда др.

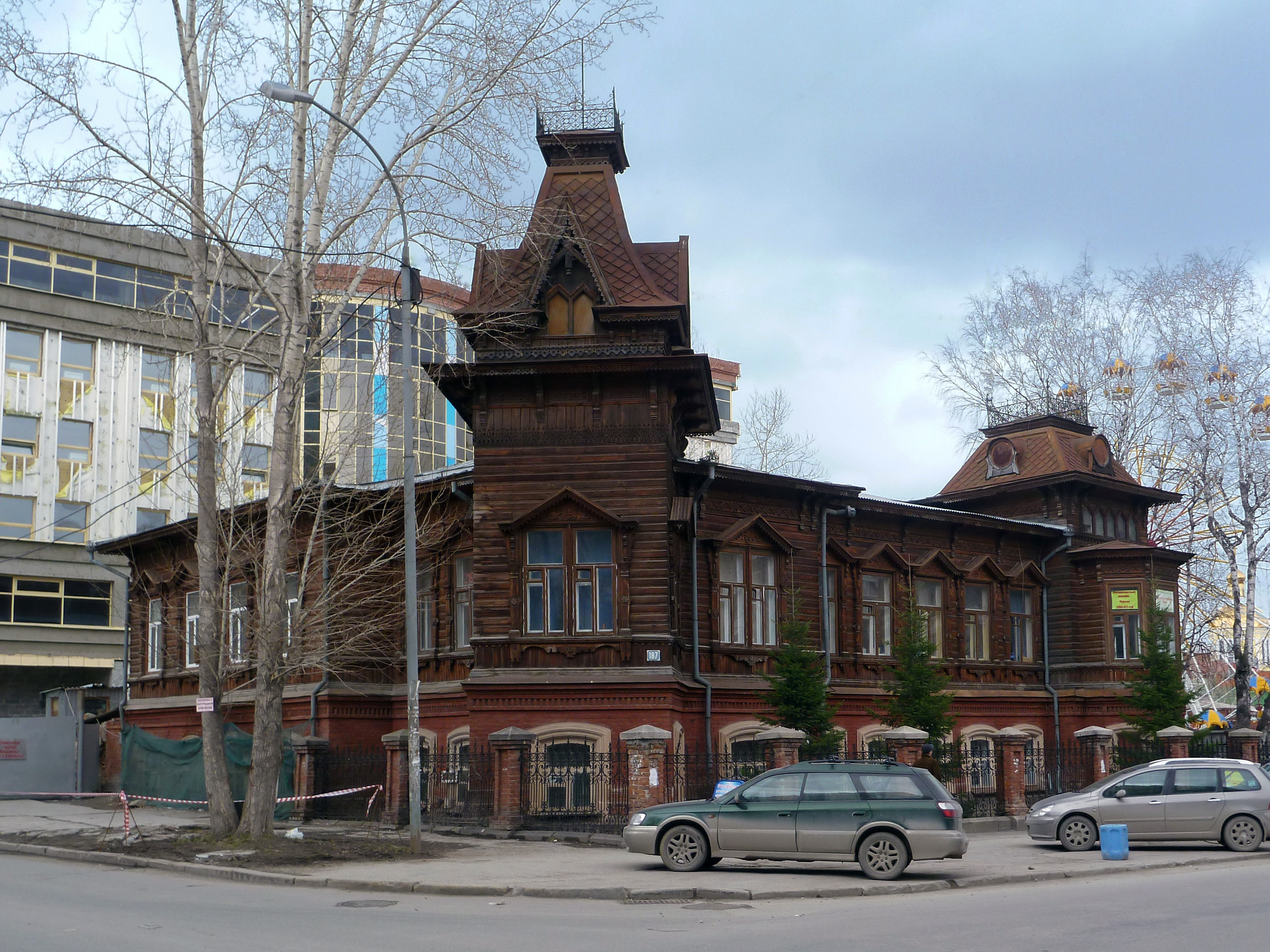
Жилой дом Э. Ф. Филитц
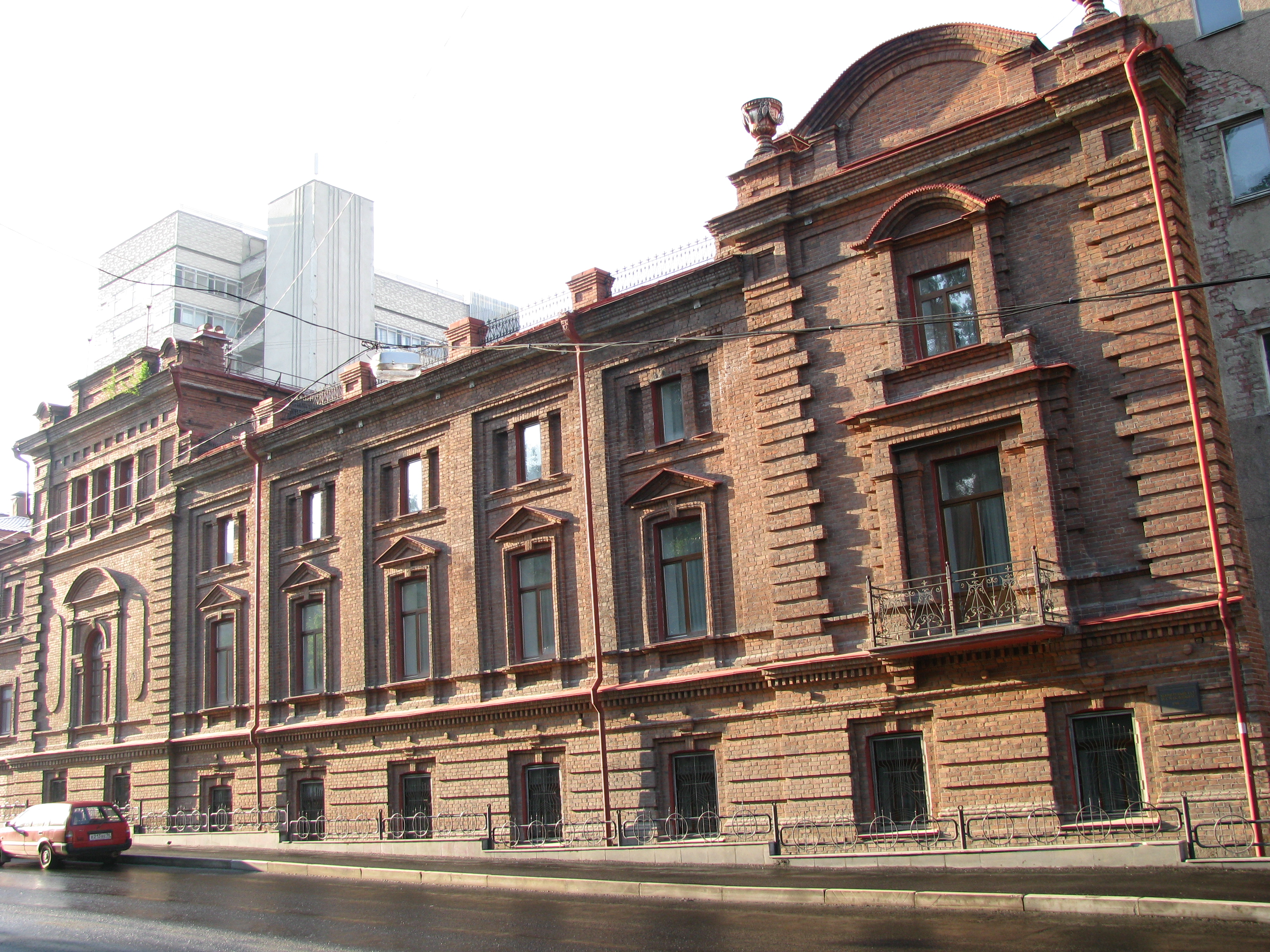
Концертный зал И. З. Маклецкого

### Пермь
- Мариинская женская гимназия (1884—1887), Петропавловская ул., 23.
- Училище для слепых детей (1890), Сибирская ул., 80.

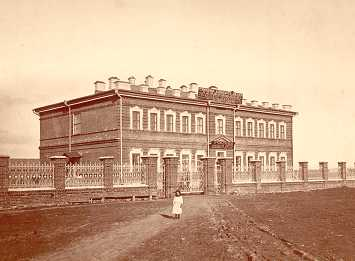
Училище для слепых детей
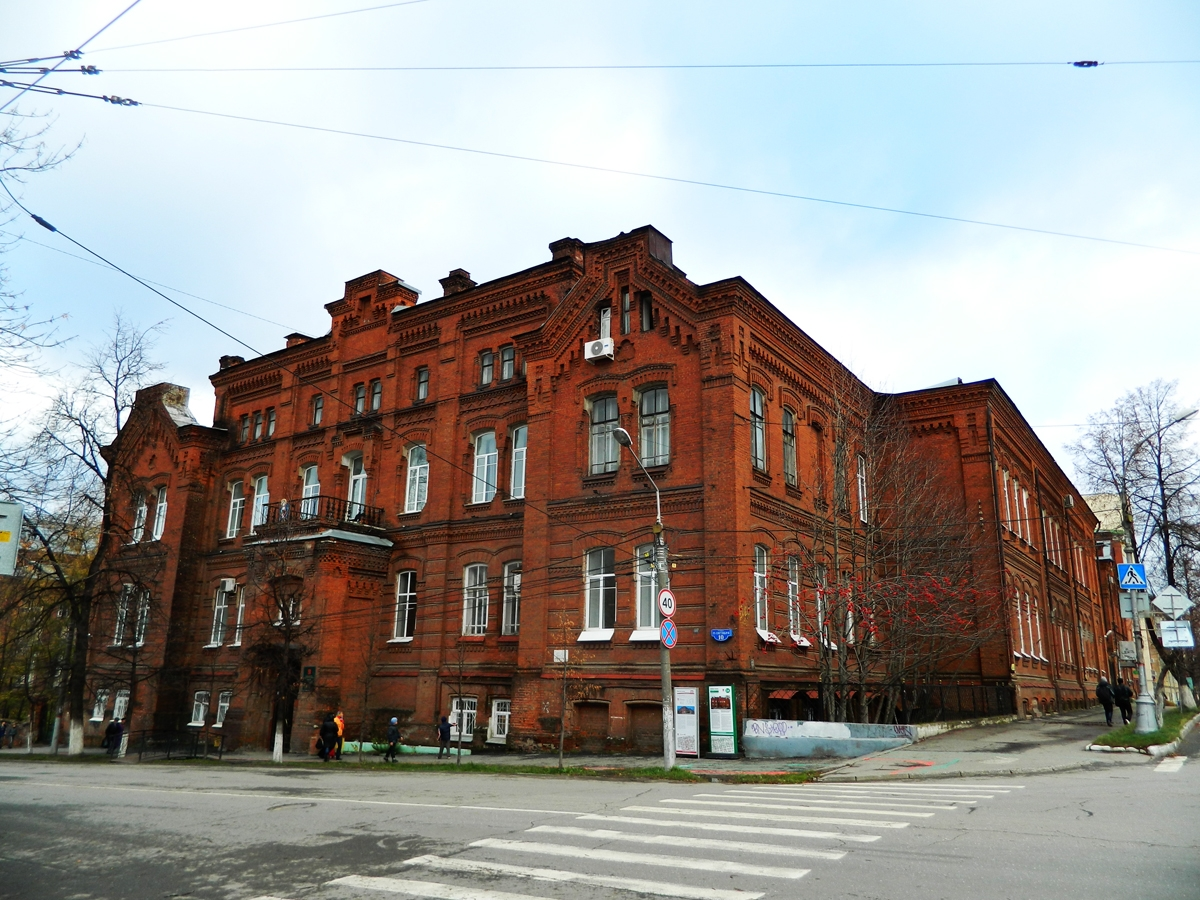
Мариинская женская гимназия

### Ирбит
- Ирбитское городское училище (1893), ул. Свободы, 24.
- Ирбитская женская гимназия (1882), ул. К. Маркса, 37.

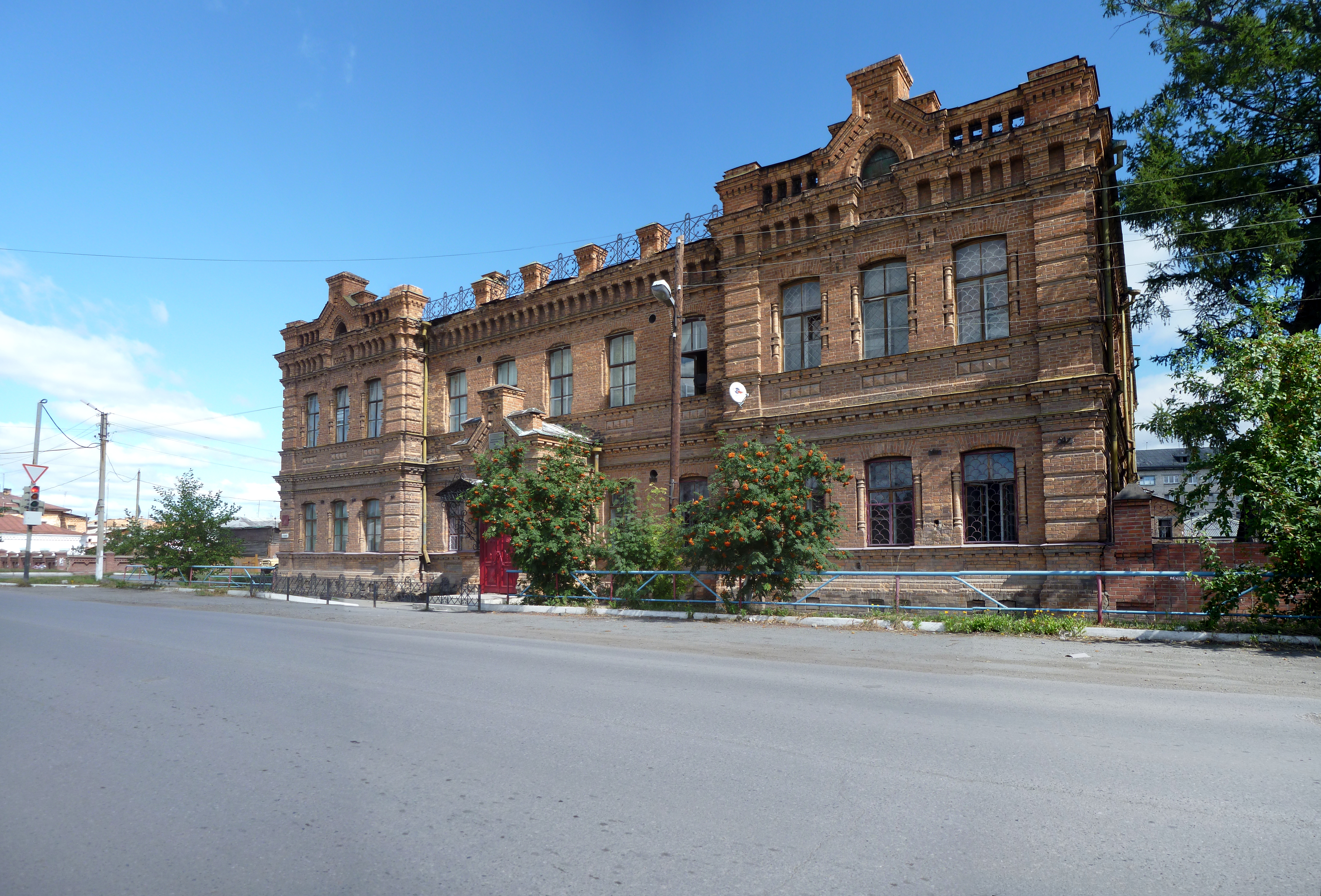
Ирбитское городское училище
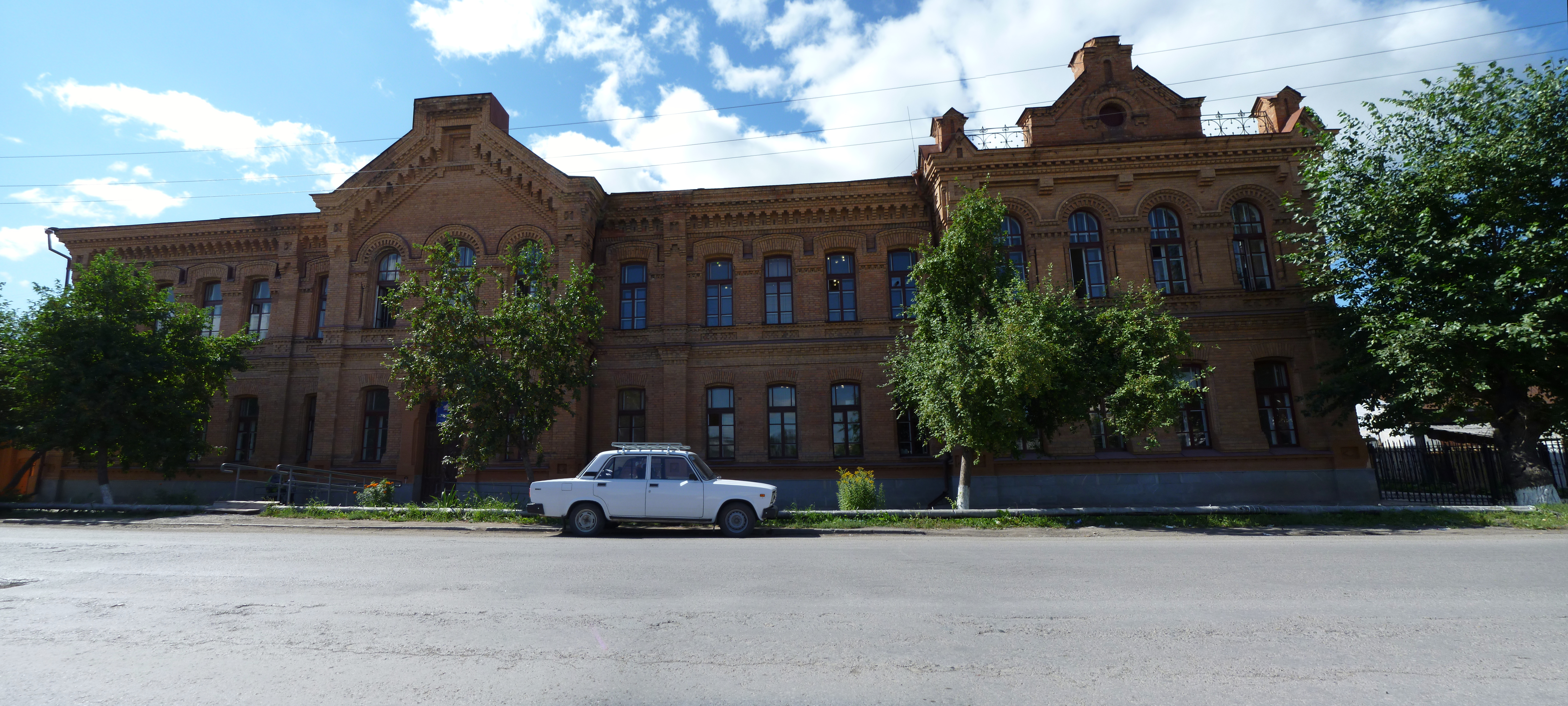
Ирбитская женская гимназия

### Павлодар
- Каменная церковь (1885—1890). Строительство производил архитектор И. Я. Капустин[20]. Не сохранилась.